# Parafia Ewangelicko-Augsburska w Ozorkowie
Parafia Ewangelicko-Augsburska w Ozorkowie – Ewangelicko-Augsburska parafia w Ozorkowie, należąca do diecezji warszawskiej. Mieści się przy ulicy Zgierskiej. W 2017 liczyła około 30 wiernych.

## Historia
Osadnicy zaczęli przybywać do Ozorkowa od 1807. Byli to przede wszystkim pracownicy przemysłu sukienniczego. Wśród nich było wielu pochodzenia zagranicznego. Emigracja kontynuowana była po uzyskaniu przez Ozorków praw miejskich w 1816. Ludność osiedlała się również w okolicznych miejscowościach, takich jak Słowik, Pustkowa Góra, Tkaczewska Góra, Wladysławów, Mariampol czy Bądków.
Ludność napływowa była w większości wyznawcami luteranizmu, w związku z czym w 1814 powstał związek ewangelików, obejmujący oprócz miasta również pobliskie wsie. Ich duszpasterzem został ks. Fryderyk Ferdynand Schulz. Samodzielną parafię w Ozorkowie powołano 5 czerwca 1826 na mocy decyzji Państwowej Komisji do spraw Religii i Kultury. Właściciel miasta, Ignacy Starzyński, przekazał na rzecz parafii ziemię oraz ogród dla jej księdza, ponadto zobowiązał się do wypłacania dla niego pensji. Wraz z utworzeniem parafii wybudowano kościół, przy którym postawiono drewnianą dzwonnicę. Proboszczem parafii został ks. Karol Fryderyk Haberfeld, pracujący wcześniej w Warszawie. Jego następcą został w 1836 ks. Edward Stiller.
Parafia była zamieszkiwana przez majętne rodziny fabrykanckie, które przeznaczały znaczne środki na jej rzecz. Wskutek tego w latach 1840–1842 przeprowadzono budowę nowej świątyni, poświęconej 9 października 1842 przez ks. superintendenta Módla z Kalisza. Wewnątrz kościoła zostały umieszczone dwie tablice pamiątkowe na cześć jego fundatorów.
W 1841 do parafii ozorkowskiej przyłączony został filiał w Łęczycy. W 1850 wybudowano także murowaną plebanię.
Proboszcz Stiller pełnił posługę aż do śmierci w 1879, został pochowany na cmentarzu w Ozorkowie. Funkcję duszpasterza parafii objął po nim ks. Edward Wilhelm Władysław Lemon. W 1882 radny parafialny Henryk Schlosser własnym kosztem wybudował nową, murowaną dzwonnicę. Wtedy najmniejszy z jej dzwonów przeniesiono na teren cmentarza. Schlosser zfinansował również remont kościoła, szkołę trzyklasową oraz poświęcony 15 kwietnia 1889 dom starców.
W 1891 na terenie cmentarza powstał budynek domu grabarza oraz kaplica. W okresie przed wybuchem I wojny światowej parafia w Ozorkowie stanowi jedną z najzamożniejszych parafii w kraju.
Proboszcz Edward Lemon zmarł 15 kwietnia 1910, od 1911 jego obowiązki przejął ks. Leon Witold May. W 1916 działalność rozpoczął chór, którym kierował Adolf Modro. W 1913 stanowisko proboszcza objął ks. Adolf Henryk Rondthalter i pełnił je do 1918. Kolejnym duszpasterzem zboru został w 1919 ks. Paweł Otto, funkcję proboszcza sprawował do 1924.
Od 1925 kolejnym proboszczem został ks. Teodor Bergmann. Natomiast stanowisko wikariusza rezydującego w Łęczycy pełnił w latach 1935–1936 ks. Adolf Cerecki.
W 1935 powstał budynek domu modlitwy filiału Władysławów-Kwilno, mieszczący również siedzibę szkoły, w której pracował Julian Witzke, będący również kantorem filiału. Kantoraty istniały także w pozostałych wsiach zamieszkałych przez ludność ewangelicką, nabożeństwa niedzielne były w nich sprawowane przez kantorów, natomiast posługi świąteczne oraz komunijne sprawował ksiądz z Ozorkowa.
W 1936 filiał w Łęczycy został przekształcony w samodzielną parafię, której administratorem został ks. Adolf Cerecki.
Po II wojnie światowej budynek kościoła w Ozorkowie został odebrany parafii i przekształcony na obóz dla ludności pochodzenia niemieckiego. Budynki parafialne również zostały zajęte i zamieniono je w mieszkania lokatorskie. Zbór pozbawiony był opieki duszpasterskiej. Po likwidacji obozu świątynia została przejęta przez kościół rzymskokatolicki.
Pierwsze powojenne nabożeństwa ewangelickie zaczęły odbywać się na przełomie lat 1947 i 1948 na terenie cmentarza. Prowadzone były przez ks. Karola Kotulę z Łodzi, który został decyzją Konsystorza administratorem parafii. W 1953 kościół parafialny został zwrócony luteranom.
Funkcję administratorów parafii pełnili po wyborze ks. Kotuli w 1953 na biskupa księża łódzcy. W 1954 stanowisko to objął ks. Woldemar Gastpary, który działał razem z parafianką Anną Sznajder na rzecz rewindykacji mienia zboru. W parafii pracowali wtedy dwaj praktykanci - na przełomie lat 1954-1955 Janusz Narzyński oraz od 6 maja 1955 Janusz Werner, który od czasu ordynacji w dniu 15 kwietnia 1956 został wikariuszem, a od 1958 administratorem ozorkowskiej parafii. l lipca 1980 stanowisko wikariusza objął ks. Marcin Undas, natomiast w 1987 został on administratorem.
W 1997 w Ozorkowie odbył się Zjazd Chórów Diecezji Warszawskiej. W latach 1999–2000 dokonano remontu budynku plebanii. Kolejnym remontem objęto w 2005 salę parafialną.

## Współczesność
Nabożeństwa w Kościele Dwunastu Apostołów odbywają się w każdą niedzielę i święta.
Parafia włącza się w akcje charytatywne, jak przygotowanie prezentów świątecznych dla dzieci na Ukrainie. Działa także na rzecz dzieci z Ozorkowa. Działają godziny biblijne, lekcje religii oraz spotkania dla dzieci prowadzone w ramach Ozorkowskiego Klubu Dobrej Nowiny przez Chrześcijańskie Stowarzyszenie Miłość Edukacja Dojrzałość. Czynna jest wypożyczalnia sprzętu rehabilitacyjnego.
Parafia administruje dwoma czynnymi cmentarzami ewangelickimi:
- w Ozorkowie -

- w Łęczycy[6].

Parafianie byli ongiś chowani na nieczynnych już cmentarzach m.in.: 
- w Ozorkowie - mieści się przy ul. Cmentarnej, od zachodu ograniczony ul. Sienkiewicza[7]. Znajduje się na stoku wysoczyzny, opadającym ku południu i zachodowi, tak jak i sąsiadujący od północy tzw. "stary" cmentarz rzymskokatolicki[8]. W pobliżu znajduje się dawny kirkut przy ul Sosnowej, funkcjonujący w latach 1821–1942 oraz dawny cmentarz choleryczny z XIX w. w okolicy ul. Nowokrzeszewskiej i Wiejskiej[9].